# 검은 백인대
검은 백인대(러시아어: Чёрная сотня 초르나야 소트냐[*])는 20세기 초 러시아의 국수주의 운동이다. 이 운동의 지지자를 체르노소텐치(러시아어: черносотенцы)라고 했다. 체르노소텐치는 로마노프가 황실을 철저히 지지했으며, 제정 러시아의 전제군주제로부터 조금의 변화도 용납치 않으려 했다. 뿐만 아니라 러시아 국민주의, 우크라이나 증오, 반유대주의 성격도 가지고 있었고, 이에 따른 포그롬을 여러 차례 일으켰다.

## 배경
상트페테르부르크에서 만들어진 신성여단(러시아어: Священнaя дружинa 스뱌시체냐 드루지나[*])과 러시아 의회(러시아어: Русское собрание 루스코예 사브라니예[*])가 검은 백인대의 전신인 것으로 생각된다. 이 두 단체는 1900년부터 연합하여 보수 지식인, 공무원, 성직자, 지주들을 대변했다. 1905년 러시아 혁명 이후로 다수의 체르노소텐치 단체들이 만들어졌는데, 다음과 같은 사례가 있다.
- 상트페테르부르크의 러시아 인민연맹(러시아어: Союз русского народа 소유즈 루스코보 나로드나[*])
- 모스크바의 러시아 인민회(러시아어: Союз русских людей 소유즈 루스키크 류데이[*])
- 모스크바 및 여타 장소의 러시아 군주주의당(러시아어: Русская монархическая партия 루스카야 모나르키체스카야 파르티야[*])
- 모스크바의 능동반혁명결사(Общество активной борьбы с революцией 옵시체스트보 악팁노이 보르비 스 레볼류치예이[*])
- 오데사의 쌍두 백수리단(Белый двуглавый орёл 벨리 드부글라비 오룔[*])

등등.
체르노소텐치들의 출신성분은 지주, 성직자, 대시민, 소시민, 상인, 장인, 노동자, 그리고 소위 "몰락 계급"에 이르기까지 다양했다. 통일시민평의회가 체르노소텐치들의 활동을 지도했다. 차르 정권은 운동에 정신적 재정적 지지를 보냈다. 검은 백인대는 차르, 교회, 그리고 모국에 대한 헌신을 표방했으며, 이는 니콜라이 1세 황제의 구호였던 “정교회, 전제정, 국민성(러시아어: Правосла́вие, самодержа́вие, наро́дность 프라보슬라비예, 사모데르자비예, 나로드노스트[*])"으로 표현되었다. 세세한 차이는 있었지만 모든 체르노소텐치 단체들은 하나의 공통된 목적이 있었으니, 바로 반혁명 운동이었다. 체르노소텐치들은 회합, 강의, 교회 설교, 시위 등을 통해 프로파간다 활동을 했다. 이런 선전활동에서는 반유대주의 감정 선동과 군주제 찬양이 이루어졌다. 체르노소텐치 준군사조직에 의한 포그롬과 혁명분자나 요인에 대한 테러 행위가 숱하게 이루어졌는데, 이 깡패들을 소위 "황의사(Yellow Shirts)"라고도 했다.

## 영향력
검은 백인대는 다양한 신문을 발행했다. 즈나먀(Znamya→기), 루스코예 즈나먀(Russkoye znamya→러시아 기), 포차옙스키 리스토크(Pochayevsky listok→포차예프 페이지), 젬스치나(Zemschina), 콜로콜(Kolokol→종), 그로자(Groza→천둥), 베체(Veche→민회) 등이 있었다. 모스콥스키예 베도모스티(Moskovskiye vedomosti→모스크바 소식), 그라즈다닌(Grazhdanin→시민), 키예블랴닌(Kievlyanin→키예프인) 등도 체르노소텐치들의 기고문을 실어 주면서 거들었다.
주요 체르노소텐치 지도자로는 알렉산드르 두브로빈, 블라디미르 푸리시케비치, 니콜라이 마르코프, 알렉산드르 트리샤트니, 파벨 크루셰반, 파벨 불라첼, 이반 보스토르고프, M. K. 샤콥스코이, 성 이오안 크론시타트스키 대사제, 일리오도르 수도사제, 성 헤르모게네스 주교 등이 있었다.

## 폭력

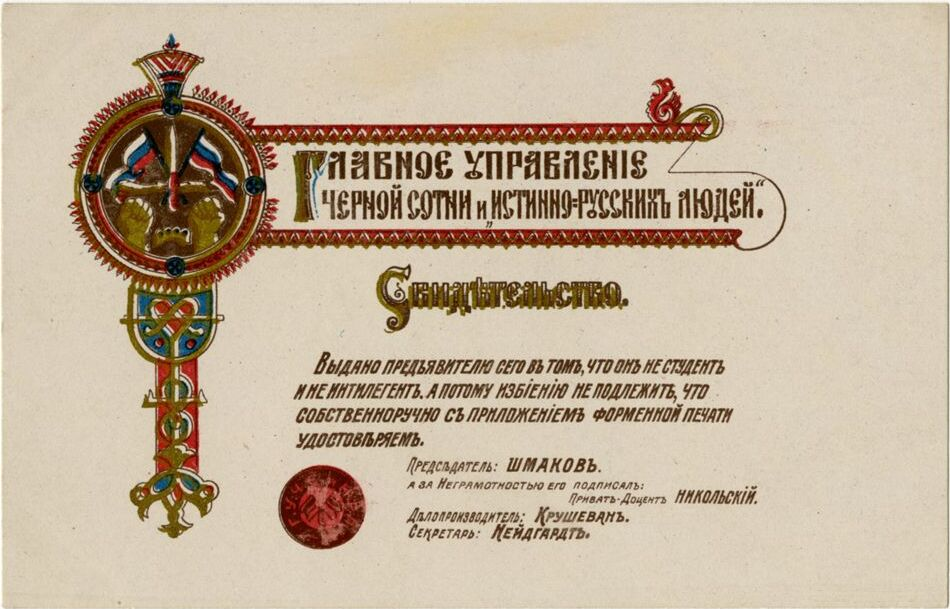
검은 백인대를 비꼬는 풍자. "이 증을 소지한 자는 학생이나 지식인이 아니므로 두들겨 패기에 적절하지 않음" "검은 백인대 총국장 발행"

1906년에는 입헌민주당의 두마 의원 그리고리 이올로스(폴타바)와 미하일 헤르젠슈타인(테리요키)가 체르노소텐치에게 암살당하자 체르노소텐치 신문 루스코에 즈나먀는 대놓고 “진정한 러시아인들이 헤르젠슈타인과 이올로스를 관료들의 묵인하에 암살하였다.”고 공표했다. 검은 백인대는 차르에게 위협이 된다고 생각되는 사람이면 누구나 폭력과 고문을 행하길 서슴지 않았다.

## 반우크라이나
검인 백인대는 우크라이나인을 러시아인의 일종으로 여겼기 때문에 우크라이나 민족주의를 배격했다. 또한 우크라이나 분리주의, 우크라이나의 문화, 우크라이나어 배격 운동을 전개했고 우크라이나의 시인인 타라스 셰우첸코의 작품에 반대하는 운동을 전개했다. 오데사에서는 검은 백인대 회원들이 우크라이나 프로스비타회(Prosvita) 오데사 지부의 활동을 방해했다. 이 단체는 우크라이나어의 보급, 우크라이나 문화의 발전을 전개한 단체였다.

## 전러시아 대회
검은 백인대는 단결력을 발휘하기 위해 전러시아 대회를 조직했다. 1906년 10월에는 검은 백인대 출신 인사들이 조직한 "러시아인 연합"(Объединённый русский народ)을 결성했다. 하지만 이 조직은 1907년 이후에 해체되었고 검은 백인대는 회원 수가 급격히 줄어들면서 세력이 약해졌다. 1917년에 일어난 2월 혁명을 계기로 남아 있던 검은 백인대 관련 조직들도 공식적으로 해체되었다. 10월 혁명 이후에는 많은 지도자들과 조직원들의 활동을 통해 소련 당국에 대항했지만 온건 백군에 비하면 소수파였다.
반혁명이 실패하고 백군 세력이 모두 해외 망명하는 처지가 되자 체르노소텐치들은 백군의 극우 비판자가 되었다. 체르노소텐치들은 반혁명이 실패한 것은 백군이 자유주의자 및 프리메이슨들에게 장악되어 군주제 복원을 지지하지 않았기 때문이라고 탓했다. 검은 백인대원 중 보리스 브라솔이라는 자는 이후 미국으로 이민가서 헨리 포드와 친구가 되었다. 포드는 브라솔에게 디어본 인디펜던트 주간지에 자리를 중개해 주었고, 브라솔은 국제유대인 작성에도 참여했다.

## 같이 보기
- 체트니크
- 쿠 클럭스 클랜